# Lipoproteïna d'alta densitat

Aquest esquema mostra el "colesterol dolent" en violeta (amb l'acrònim anglès LDL) i el d'alta densitat en blau, amb l'acrònim anglès HDL.

Les lipoproteïnes d'alta densitat o LAD, conegudes també popularment com a «colesterol bo» o de vegades per l'acrònim anglès HDL (de High Density Lipoprotein), són lipoproteïnes que transporten el colesterol dels diferents teixits del cos al fetge. Acumulen el 20 per cent del colesterol total i tenen un efecte protector. Són el tipus de lipoproteïnes més petites i més denses i estan compostes d'una alta proporció de proteïnes.
El fetge sintetitza aquestes lipoproteïnes com a proteïnes buides i, després de recollir el colesterol, incrementen la seva grandària al circular a través del torrent sanguini. Els homes en solen tenir un nivell notablement inferior que les dones, cosa que fa que també tinguin un risc superior de malalties cardiovasculars. Estudis epidemiològics mostren que altes concentracions de LAD (superiors a 60 mg/dl) tenen una caràcter protector contra les malalties cardiovasculars, com per exemple la cardiopatia isquèmica i l'infart de miocardi. Baixes concentracions de LAD (per sota de 35 mg/dl) suposen un augment del risc d'aquestes malalties, especialment per a les dones. Per a elevar el valor de LAD generalment es recomana realitzar exercici físic i menjar menys menjars que contenen àcids grassos trans.